# ドラゴンハート 〜新章: 戦士の誕生〜
『ドラゴンハート 〜新章:戦士の誕生〜』（ドラゴンハート しんしょう:せんしのたんじょう、原題：Dragonheart: Battle for the Heartfire）は、2017年6月13日にアメリカ合衆国のユニバーサル・ピクチャーズ・ホームエンターテイメントから発売されたビデオ映画。1996年製作のアメリカ映画『ドラゴンハート』の第4弾。監督はパトリック・シヴェルセン、主演はトム・リース・ハリーズ、ジェサミン＝ブリス・ベル、パトリック・スチュワートなどが務めている。
日本では劇場未公開。2017年9月6日にNBCユニバーサル・エンターテイメントジャパンからブルーレイ（GNXF-2261）+DVD（GNBF-3864//DVDレンタル:GNBR-4009）セットを発売された。DVDパッケージのキャッチコピーは「ドラゴンの魂を受け継ぐ戦士 弱きものを助け、王国を取りもどせ!」。

## キャスト
※括弧内は日本語吹替
- エドリック - トム・リース・ハリーズ（小野賢章）
- メーガン - ジェサミン＝ブリス・ベル（森なな子）
- ドラゴ - パトリック・スチュワート（麦人）
- トルグリム - アンドレ・エリクセン（西凜太朗）
- オズムンド - マーティン・ハットソン（酒井敬幸）
- ローニュ - タムジン・マーチャント（志田有彩）

## スタッフ
- 監督：パトリック・シヴェルセン
- 製作：ラファエラ・デ・ラウレンティス
- キャラクター創造：パトリック・リード・ジョンソン、チャールズ・エドワード・ポーグ
- 脚本：マシュー・ファイトシャンズ
- プロダクションデザイン：ダン・トーダー
- 衣装デザイン：オアナ・ポーネスク
- 音楽：マーク・マッケンジー
- 撮影：アンドレアス・ヨハネッセン
- 編集：チャールズ・ノリス